# Kristy Swanson
Kristen Noel Swanson (Mission Viejo, Californië, 19 december 1969) is een Amerikaans actrice.
Swanson groeide op in Orange County met haar ouders, beiden leraar van beroep, en haar broer.
Op haar negende speelde ze voor het eerst in een reclamespotje. Tot haar dertiende zou ze in meer dan 30 spotjes verschijnen. Op die leeftijd besloot ze de school te verlaten om zich helemaal op haar acteercarrière te richten. Ze had vanaf 1985 rolletjes in diverse televisieseries, waaronder Cagney and Lacey. Een jaar later speelde ze al in verschillende speelfilms. Haar meest bekende rollen zijn die van Samantha in Deadly Friend, Buffy in de originele Buffy the Vampire Slayer-film, Natalie Voss in The Chase, Kristen in Higher Learning en Christie Boner in Dude, Where's My Car? Ook speelde ze een hoofdrol in de Nederlandse film Soul Assassin, met onder anderen Derek de Lint, Antonie Kamerling en Thom Hoffman.
Ze woont samen met de Canadees Lloyd Eisler, een voormalig wereldkampioen kunstschaatsen. Samen met hem won ze Skating with Celebrities 2006, een Amerikaans televisieprogramma over ijsdansen dat de inspiratie vormde voor de Nederlands-Belgische programma's Dancing on Ice en Sterren Dansen op het IJs.

## Filmografie
- 1986 in Deadly Friend als Samantha Pringle
- 1986 in Ferris Bueller's Day Off als Simone Adamley
- 1986 in Pretty in Pink als Duckette
- 1986 in Miracle of the Heart: A Boys Town Story als Stephanie Gamble
- 1986 in Mr. Boogedy als Jennifer Davis
- 1987 in Flowers in the Attic als Cathy Dollanganger
- 1987 in Not Quite Human als Eron Jeffries
- 1988 in Nightingales als Becky
- 1989 in B.L. Stryker: The Dancer's Touch als Kimberly
- 1990 in Diving In als Terry Hopkins
- 1990 in Dream Trap als Sue Halloran
- 1991 in Hot Shots! als Kowalski
- 1991 in Mannequin 2: On the Move als Jessie
- 1992 in Buffy the Vampire Slayer als Buffy Summers
- 1992 in Highway to Hell als Rachel Clark
- 1993 in The Program als Camille Shafer
- 1993 in The Chili Con Carne Club (kortfilm) als Julie
- 1994 in The Chase als Natalie Voss
- 1994 in Getting In als Kirby Watts
- 1995 in Higher Learning als Kristen Connor
- 1996 in Marshal Law als Lilly Nelson
- 1996 in The Phantom als Diana Palmer
- 1997 in Bad to the Bone als Francesca Wells
- 1997 in 8 Heads in a Duffel Bag als Laurie Bennett
- 1997 in Lover Girl als Darlene Ferrari
- 1997 in Tinseltown als Nikki Randall
- 1998 in Ground Control als Julie Albrecht
- 1998 in Early Edition als Erica Paget
- 2000 in Dude, Where's My Car? als Christie Boner
- 2000 in Meeting Daddy als Laura Lee
- 2001 in Soul Assassin als Tessa Jansen
- 2001 in Zebra Lounge als Louise Bauer
- 2003 in Red Water als Dr. Kelli Raymond
- 2003 in Silence als Dr. Julia Craig
- 2005 in Bound by Lies als Laura Cross
- 2005 in Forbidden Secrets als Alexandra Kent Lambeth
- 2005 in Six Months Later als Linda
- 2006 in The Black Hole als Shannon Muir
- 2006 in Living Death als Elizabeth